# Milonia Caesonia
Milonia Caesonia, född år 6, död 24 januari 41 i Rom, var en romersk kejsarinna, gift med kejsar Caligula.
Milonia Caesonia var äldre halvsyster till konsul Gnaeus Domitius Corbulo och faster till kejsarinnan Domitia Longina. Enligt Cassius Dio hade Caligula ett förhållande med henne innan de gifte sig då hon blev gravid år 39 eller 40, och han beskriver äktenskapet som impopulärt. De fick dottern Julia Drusilla.
Suetonius beskriver henne som slösaktig och krävande, uppger att hon varken var vacker eller ung då Caligula gifte sig med henne, att hon hade tre döttrar med någon annan, och att Caligula älskade henne passionerat och troget. Han uppger att Caligula brukade hota med att döda eller tortera henne på skoj och att han brukade visa upp henne naken inför armén och inför utvalda vänner. Enligt Juvenalis blev Caligula galen av ett potensmedel Milonia gett honom.
År 41 mördades Caligula under ett besök på en amatörteaterföreställning. Caesonia och hennes dotter Julia Drusilla mördades några timmar senare; enligt Josefus drabbadades hon av sorg då hon fick höra att Caligula var död, sade till attentatsmannen att döda henne utan att tveka och sträckte ut sin nacke framför honom.

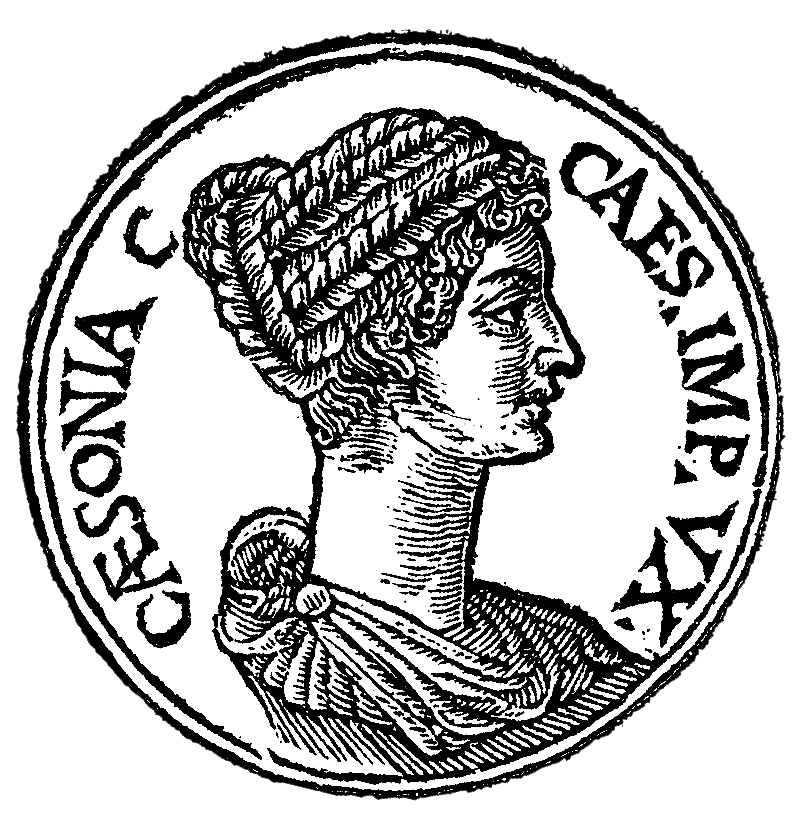
Milonia Caesonia